# Arrondissement del dipartimento della Yonne
Gli arrondissement del dipartimento della Yonne, nella regione francese della Borgogna-Franca Contea, sono tre: Auxerre (capoluogo Auxerre), Avallon (Avallon) e Sens (Sens).

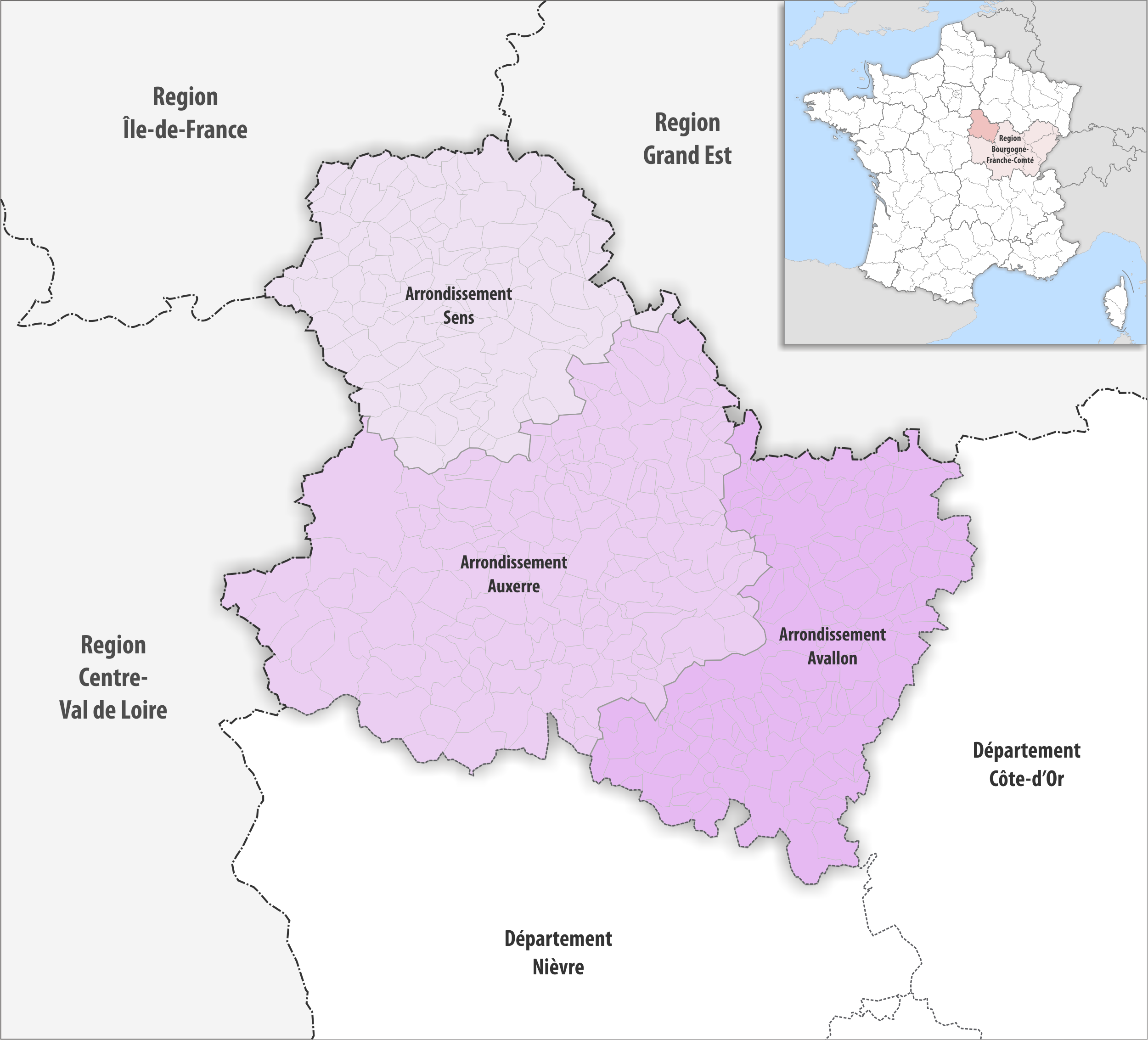
Mappa degli arrondissement del dipartimento della Yonne

## Composizione
| Nome                      | Codice INSEE | N° di comuni | Superficie km2 | Popolazione | Densità (abitanti/km2) |
| ------------------------- | ------------ | ------------ | -------------- | ----------- | ---------------------- |
| Arrondissement di Auxerre | 891          | 170          | 3 431,8        | 164 565     | 48                     |
| Arrondissement di Avallon | 892          | 135          | 2 078,8        | 41 868      | 20                     |
| Arrondissement di Sens    | 893          | 118          | 1 916,8        | 131 071     | 68                     |
| Dipartimento della Yonne  | 89           | 423          | 7 427,4        | 337 504     | 45                     |

## Storia
- 1790: istituzione del dipartimento della Yonne con sette distretti: Auxerre, Avallon, Joigny, Saint-Fargeau, Saint-Florentin, Sens, Tonnerre.
- 1800: istituzione degli arrondissement di: Auxerre, Avallon, Joigny, Sens, Tonnerre.
- 1926: soppressione degli arrondissement di Joigny et Tonnerre.[5][6]
- 2017: viene attuata una riorganizzazione degli arrondissement, per migliorare l'integrazione a seguito delle modifiche delle intercomunalità: i confini degli arrondissement sono modificati con trasferimento di 28 comuni:
  - tre comuni sono trasferiti dall'arrondissement di Auxerre all'arrondissement di Avallon;
  - tredici comuni sono trasferiti dall'arrondissement di Avallon all'arrondissement di Auxerre;
  - dodici comuni sono trasferiti dall'arrondissement di Auxerre all'arrondissement di Sens.[7]